# Pétervására
Pétervására ist eine ungarische Stadt im gleichnamigen Kreis im Komitat Heves.

## Geografische Lage
Pétervására liegt 24,5 Kilometer nordwestlich des Komitatssitzes Eger an dem Fluss Tarna. Nachbargemeinden sind Erdőkövesd, Bükkszenterzsébet, Kisfüzes und Ivád. 17,5 Kilometer südwestlich liegt der Kékes, mit 1014 Meter der höchste Berg Ungarns.

## Geschichte
Im Jahr 1907 gab es in Pétervására 333 Häuser und 1960 Einwohner auf einer Fläche von 6465 Katastraljochen. Pétervására erhielt 1989 den Status einer Stadt.

## Sehenswürdigkeiten
- Zweitürmige römisch-katholische Kirche Szent Márton püspök, erbaut 1812–1817 im romantischen Stil
- Römisch-katholische Kapelle Fájdalmas Anya
- Schloss Keglevich (Keglevich-kastély), erbaut ab 1760 von Chrisoforo Quadri im barocken Stil
- 1956er-Denkmal
- Freiheitsdenkmal und sowjetisches Soldatendenkmal, erschaffen 1967 von Árpád Somogyi

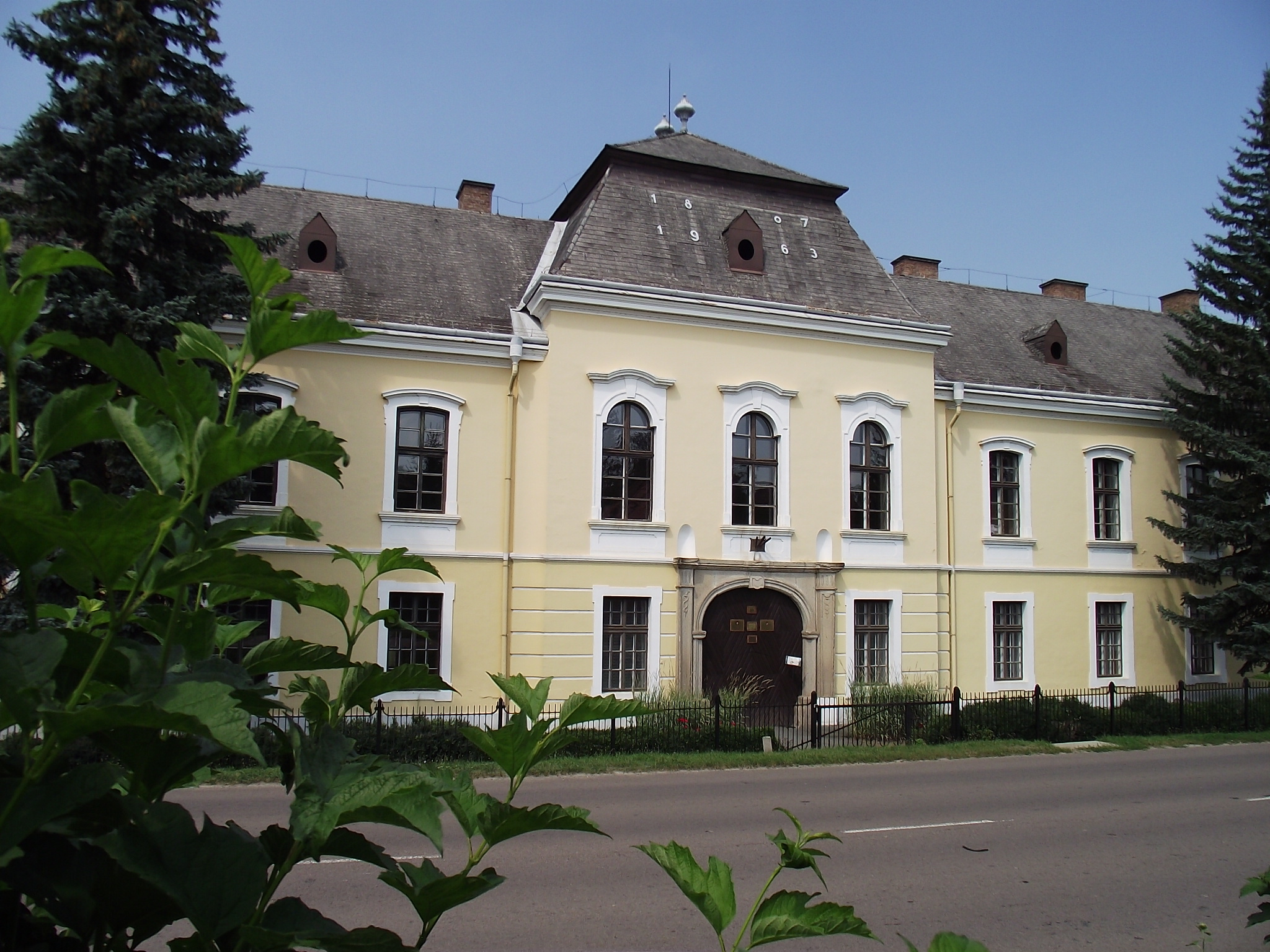
Schloss Keglevich
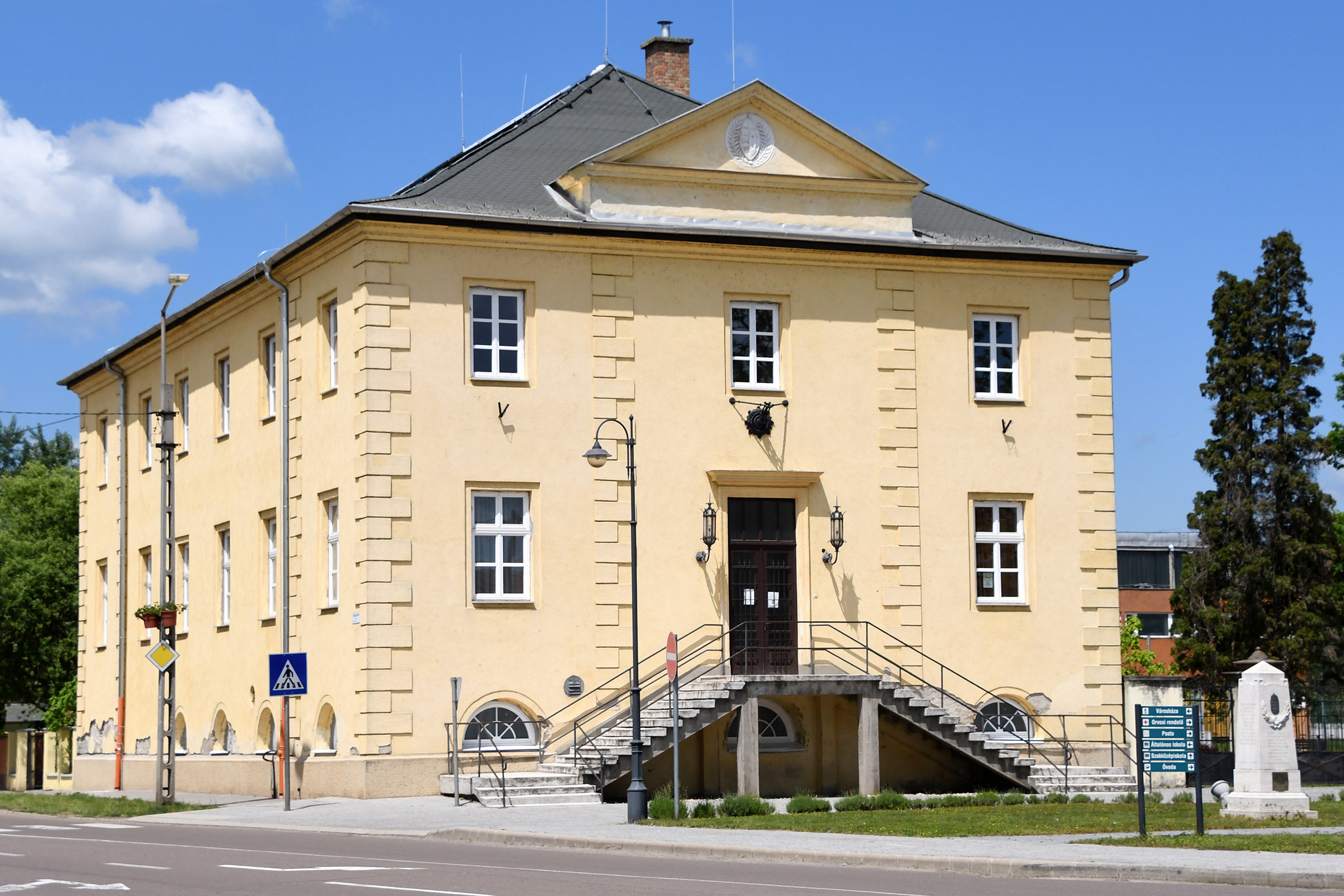
Ehemaliges Bezirksgericht
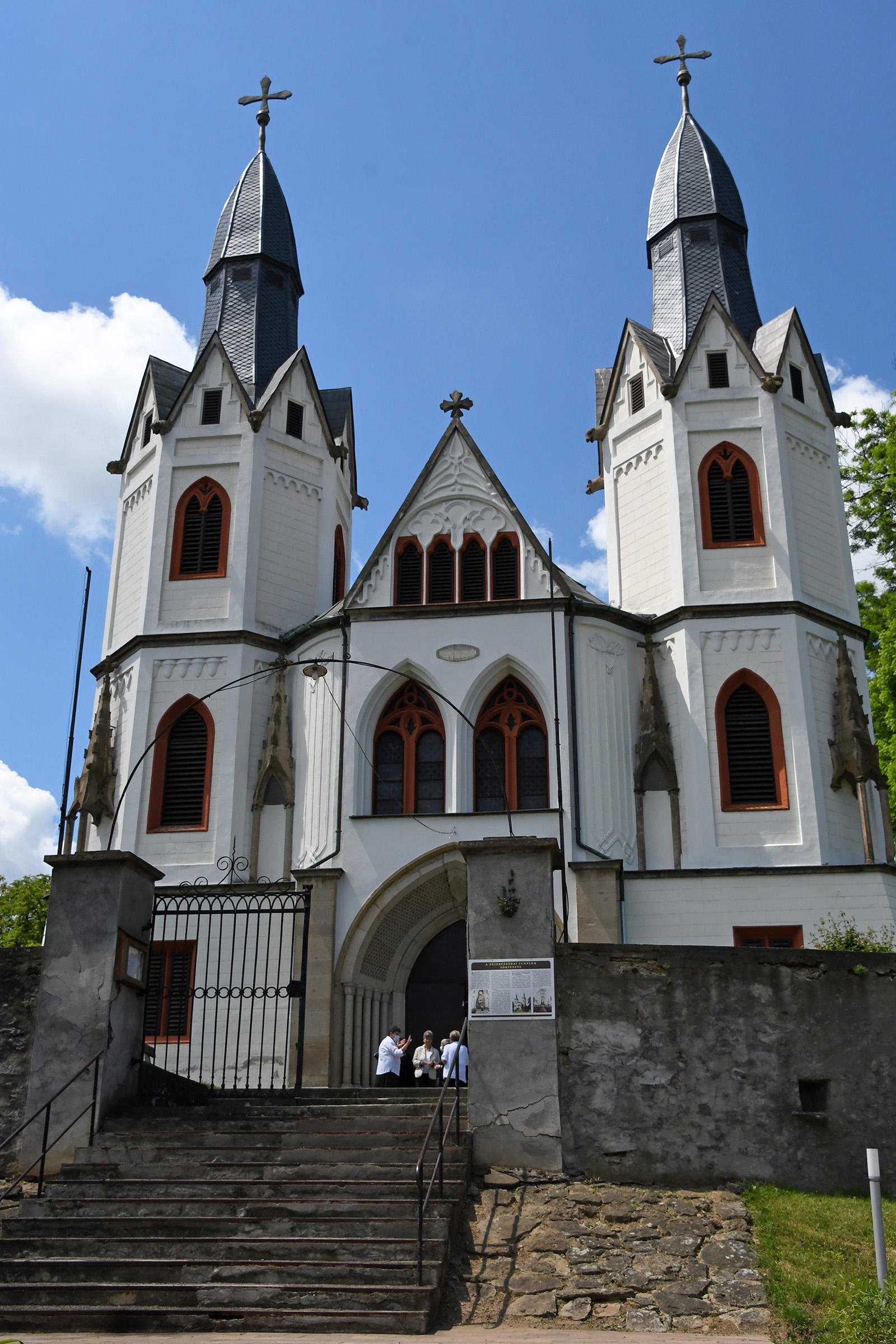
Römisch-katholische Kirche Szent Márton püspök
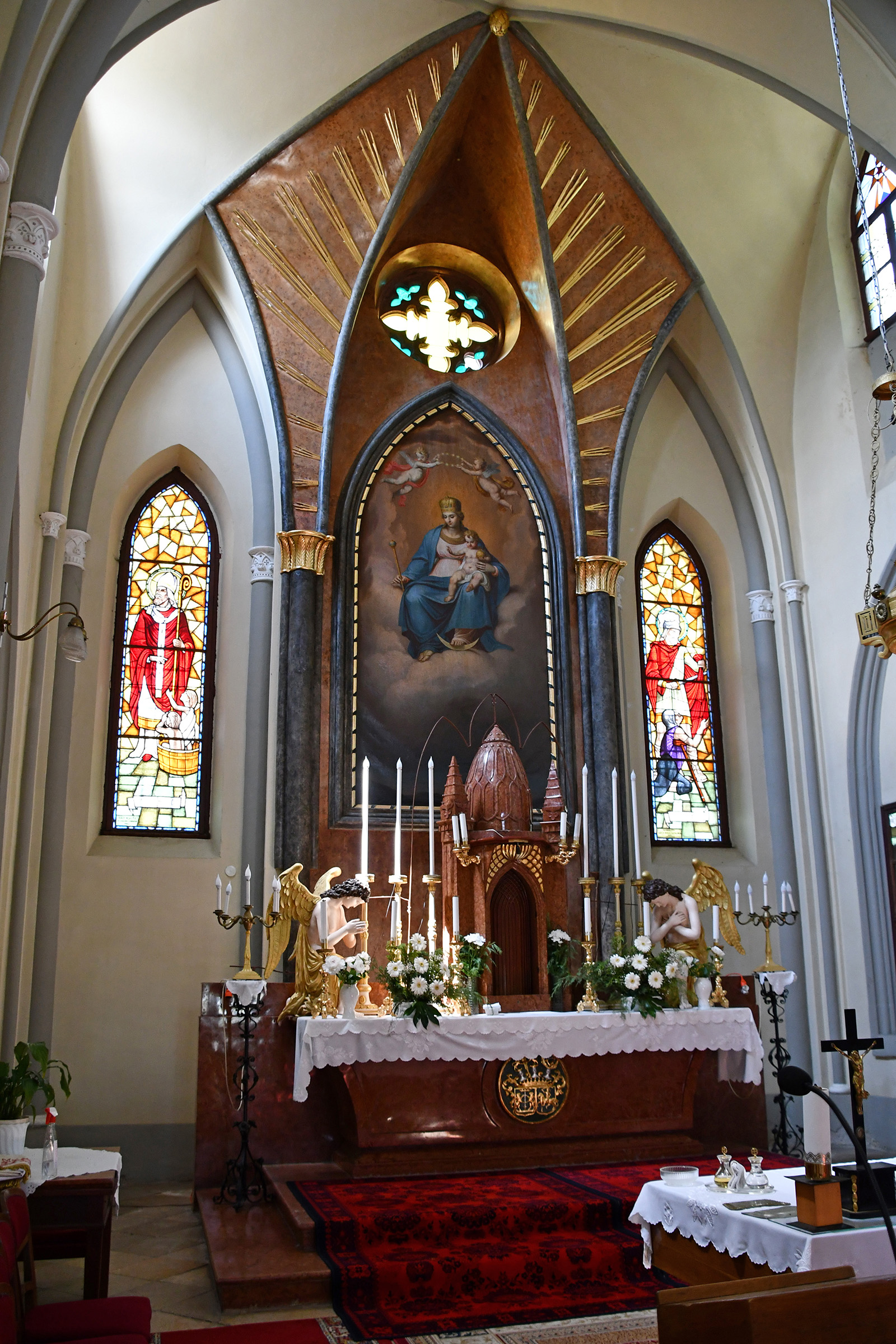
Blick auf den Altar der Ḱirche
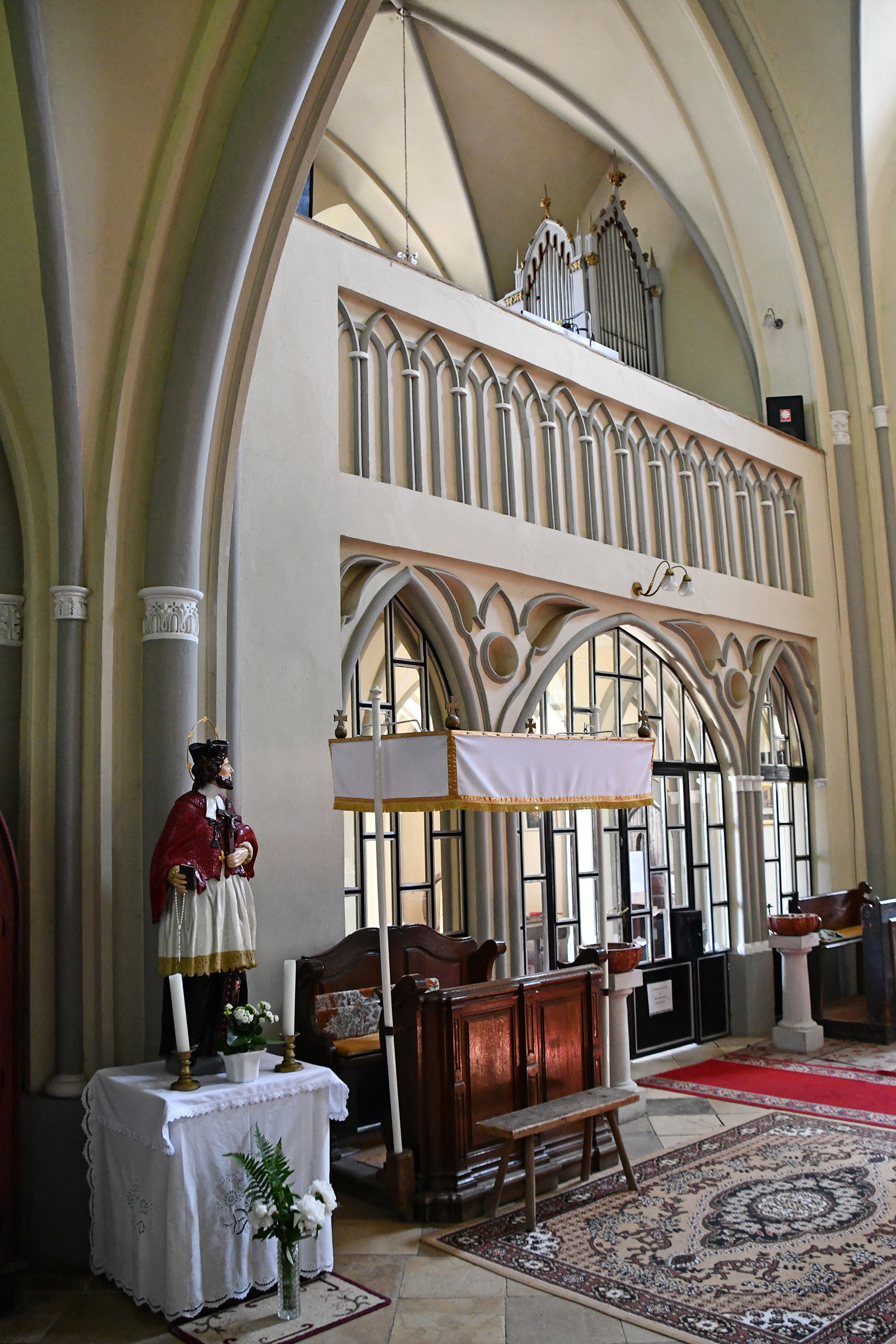
Innenraum der Kirche, links die Statue des heiligen Nepomuk
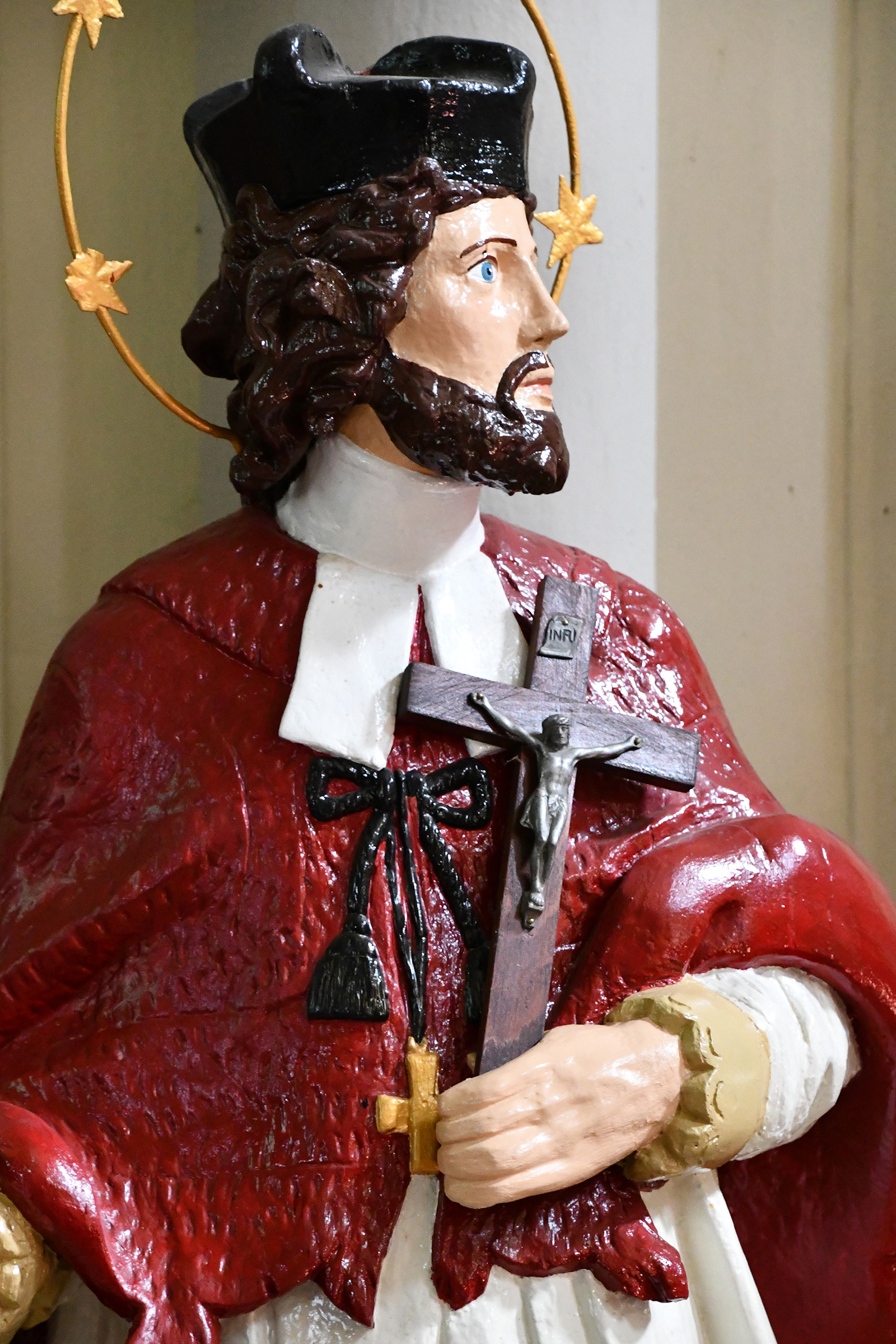
Statue des heiligen Nepomuk
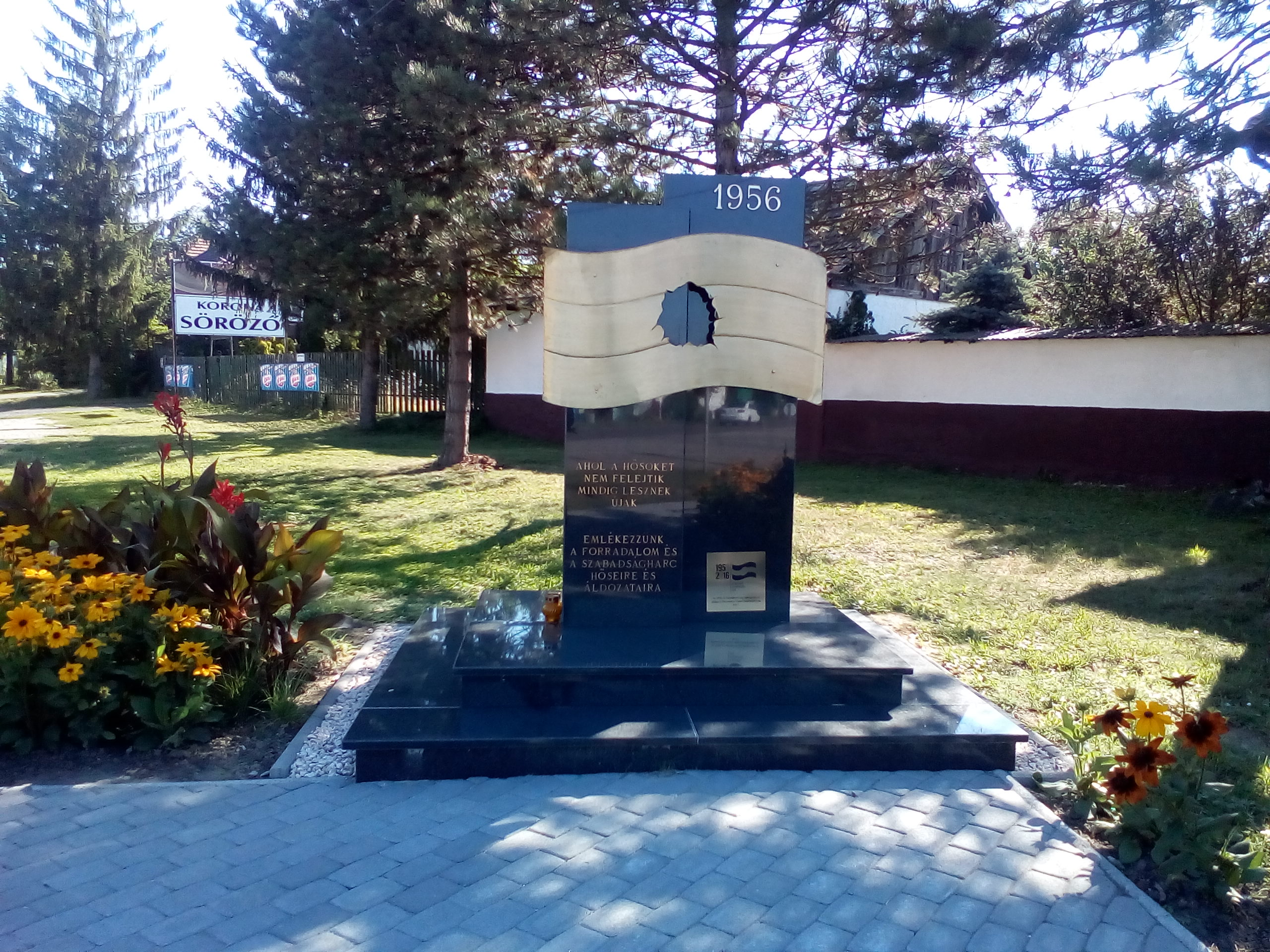
1956er-Denkmal

## Städtepartnerschaften
- Fântânele (Mureș), Rumänien
- Jesenské (Rimavská Sobota), Slowakei
- Szczurowa, Polen, seit 2017

## Verkehr
Durch Pétervására verläuft die Hauptstraße Nr. 23, von der die Landstraßen Nr. 2305 und Nr. 2412 abzweigen. Es bestehen Busverbindungen nach Eger sowie nach Bátonyterenye. Der nächstgelegene Bahnhof befindet sich in Kisterenye, einem Stadtteil von Bátonyterenye.